# SIRDEE
SIRDEE (Sistema de radiocomunicaciones Digitales de Emergencia del Estado) es el nombre del sistema de comunicaciones digitales vía radio empleado por los cuerpos de seguridad del estado español y que se basa en Tetrapol. Sus usuarios son la Policía Nacional y la Guardia Civil. Permite comunicaciones cifradas, es decir, que las comunicaciones que hacen estas personas desde sus walkie-talkie u otro tipos de dispositivos móviles no pueden ser escuchadas por personas no autorizadas.  Esto último es una gran ventaja frente a sistemas anteriores que intrínsecamente no lo permitían.
Las funciones relacionadas con el SIRDEE son desarrolladas por la Subdirección General de Sistemas de Información y Comunicaciones para la Seguridad, de la Secretaría de Estado de Seguridad del Ministerio del Interior.